# Famille Clary (Marseille)
Ne doit pas être confondu avec Famille Clary-Aldringen.
Pour les articles homonymes, voir Clary (homonymie).
La famille Clary est une famille marseillaise connue pour son alliance avec les Bonaparte sous le Premier Empire.

## Généralités
Originaire de Péone, la famille s'installe à Marseille au XVIIe siècle.
Plusieurs membres de la famille sont inhumés au cimetière du Père-Lachaise (24e division) à Paris, dans un caveau atypique en forme de pyramide.

## Personnalités
- François Clary (1725-1794), négociant marseillais, second échevin de Marseille
- Françoise Rose Somis, seconde femme du précédent
- Étienne François Clary (1757-1823), député des Bouches-du-Rhône
- Joseph Nicolas Clary (1760-1823), demi-frère du précédent, pair des Cent-Jours
- Désirée Clary (1777-1860), reine de Suède et de Norvège
- Julie Clary (1771-1845), reine d'Espagne
- François Joseph Marie, dit Marius Clary (1786-1841), général français
- Joachim Charles Napoléon Clary (1802-1856), sénateur du Second Empire
- François Jean Clary (1814-1889), sénateur du Second Empire
- Justinien Nicolas Clary (1816-1896), député de Loir-et-Cher (1852-1869)
- Justinien Bretonneau-Clary (1860-1933), fils adoptif du précédent, président du Comité olympique français (1913-1933)

### Galerie de portraits

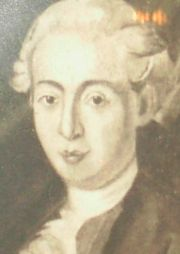
François Clary (1725-1794)
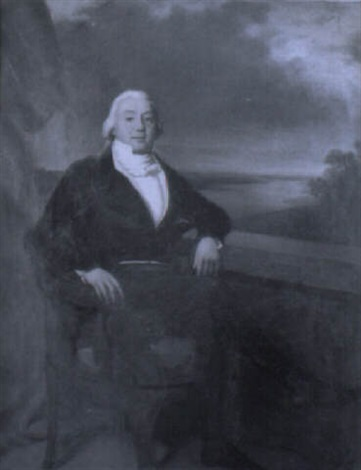
François, comte Clary (1786-1841)
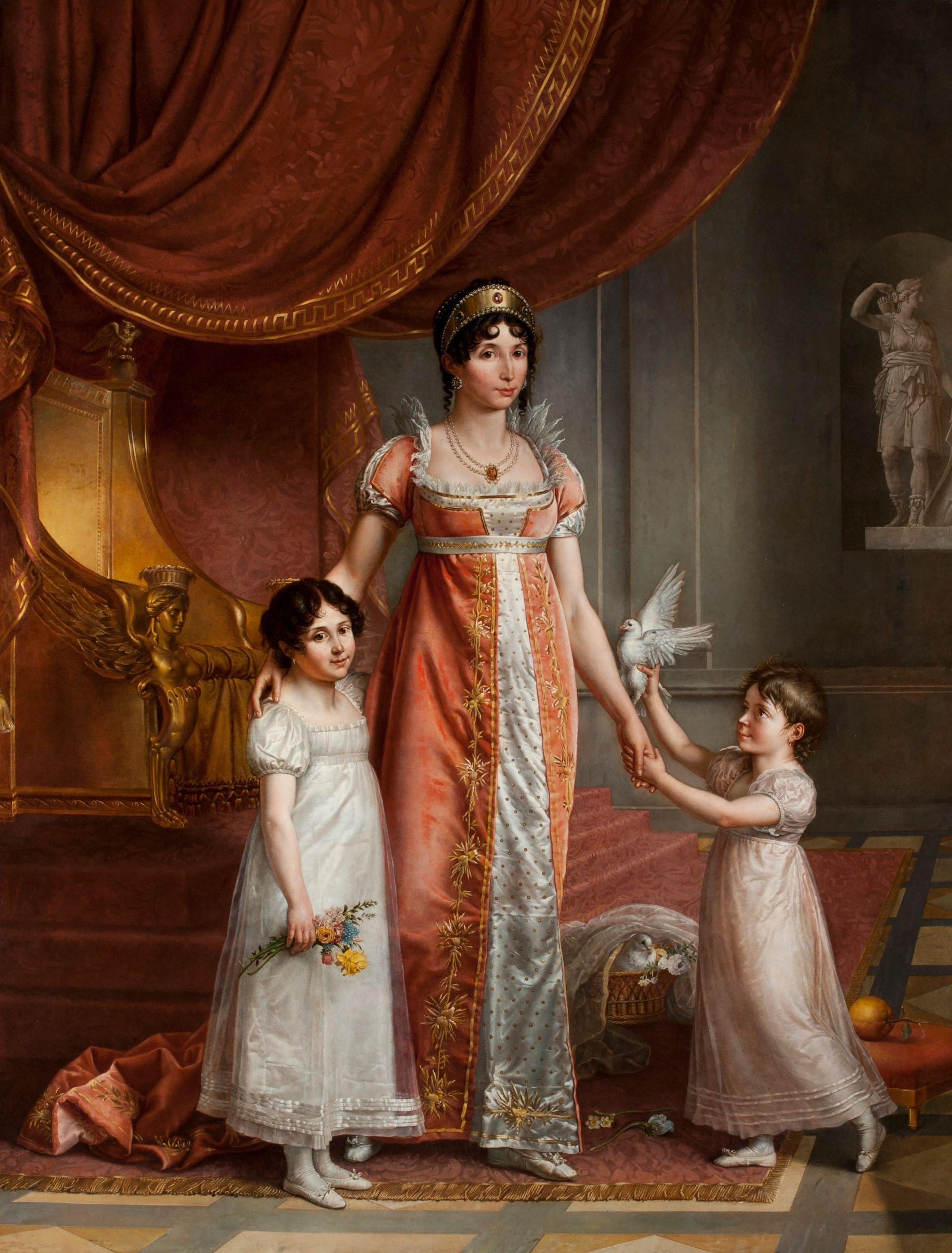
Jean-Baptiste Wicar (1762–1834), Portrait de la reine Julie Bonaparte avec ses filles, 1809, Musée Capodimonte de Naples
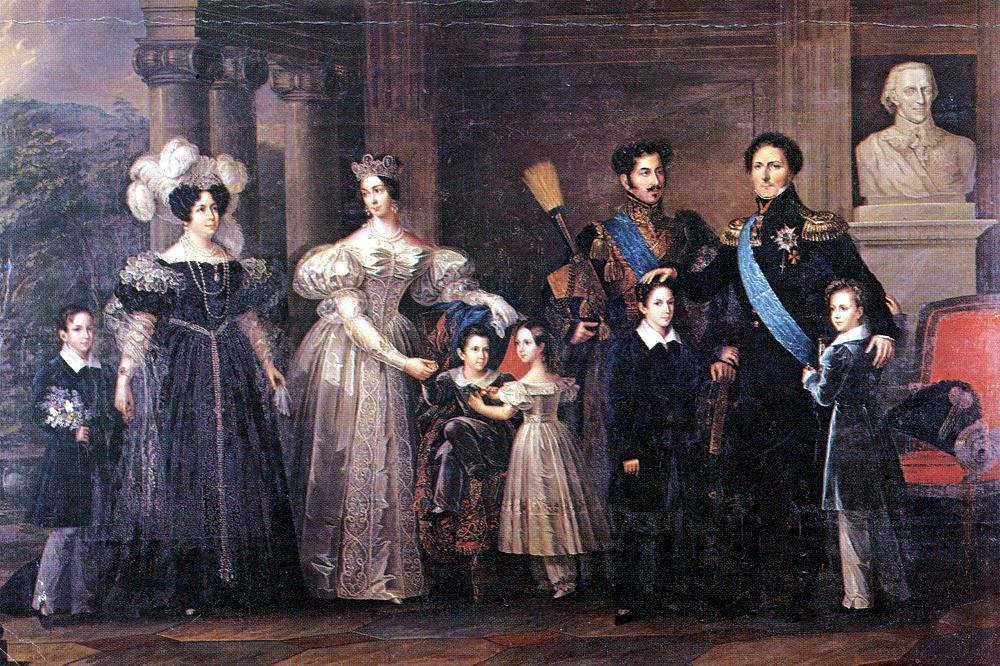
Fredric Westin (1782–1862), Portrait de Désirée Clary et la famille royale de Suède, 1837
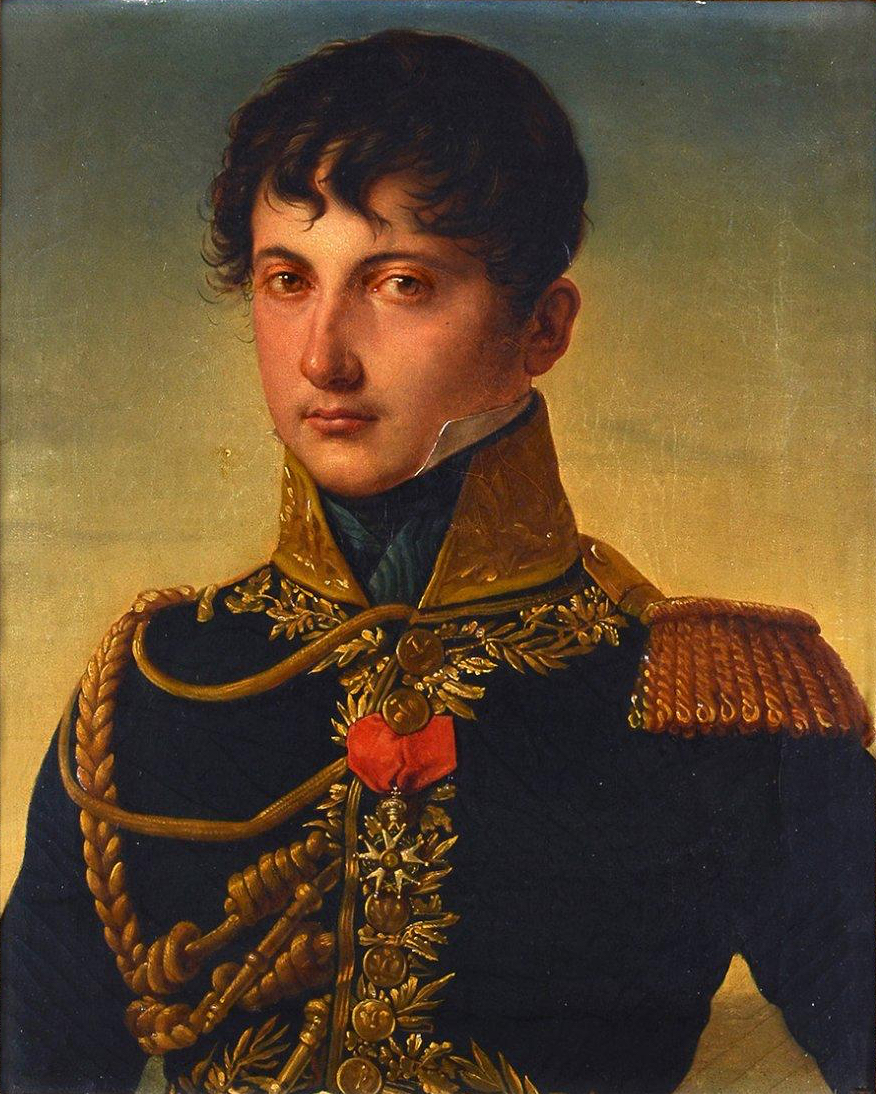
François Joseph Marie Clary
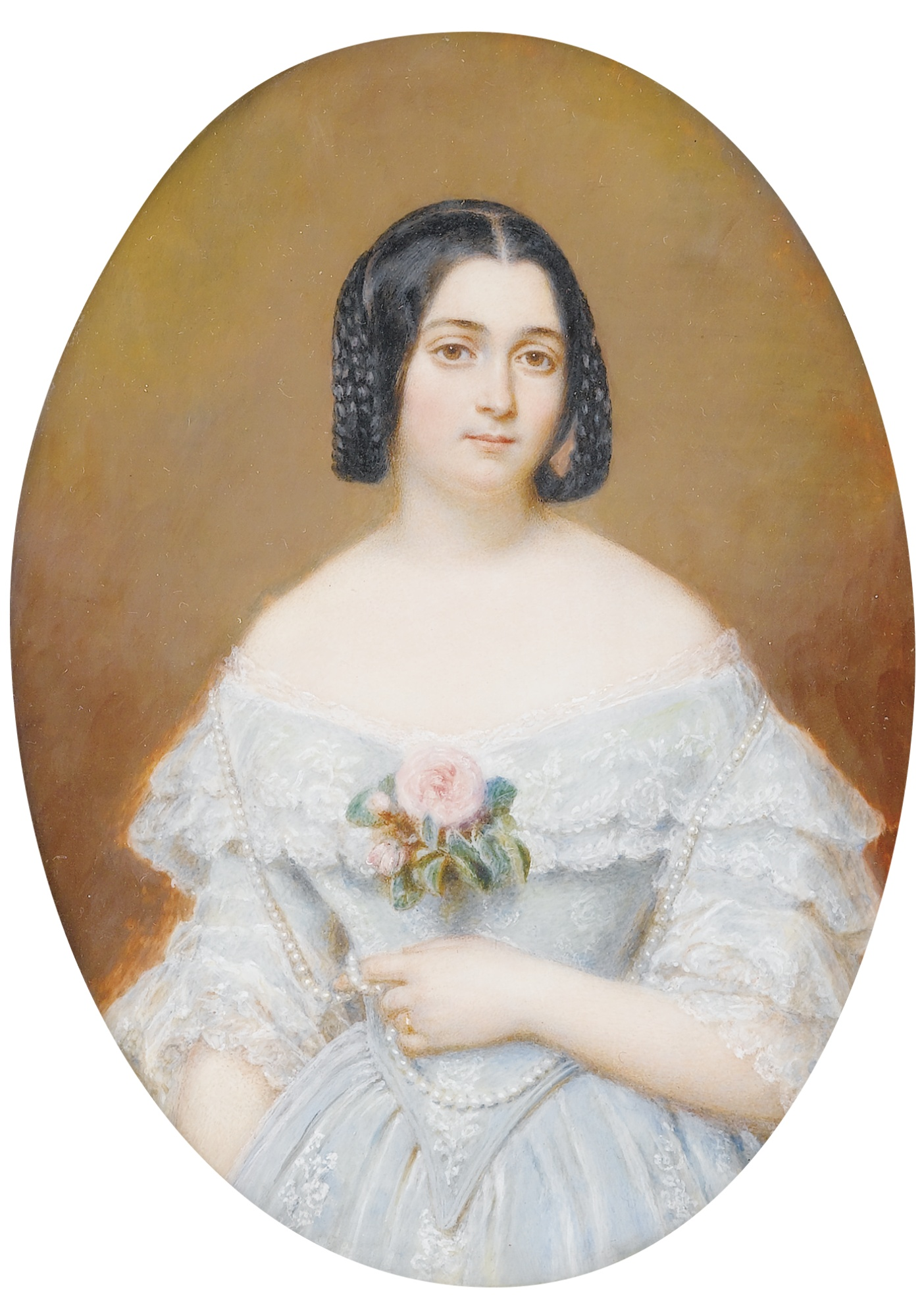
Zénaïde Clary, princesse de Neuchâtel et de Wagram
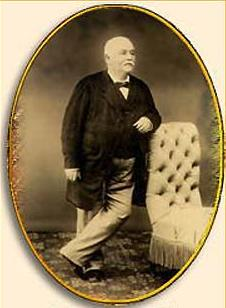
François Jean, comte Clary (1814-1889)
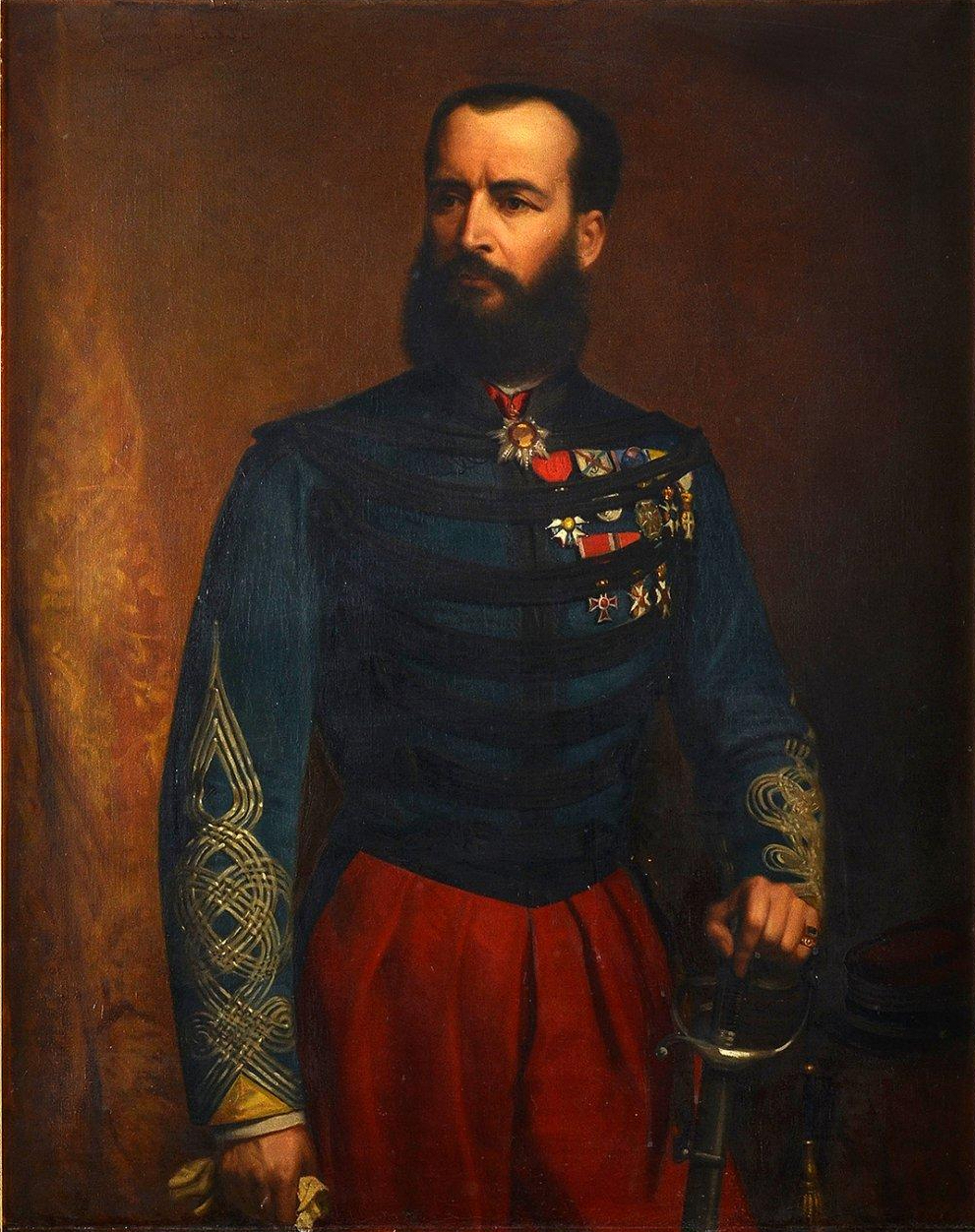
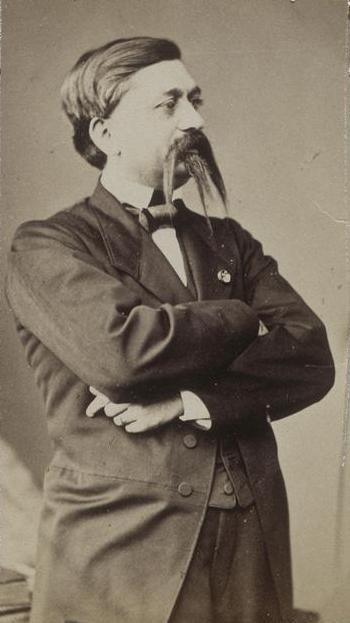
Justinien Nicolas Clary (1816-1896)
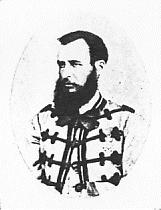
Joseph Adolphe, comte Clary (1837-1877)
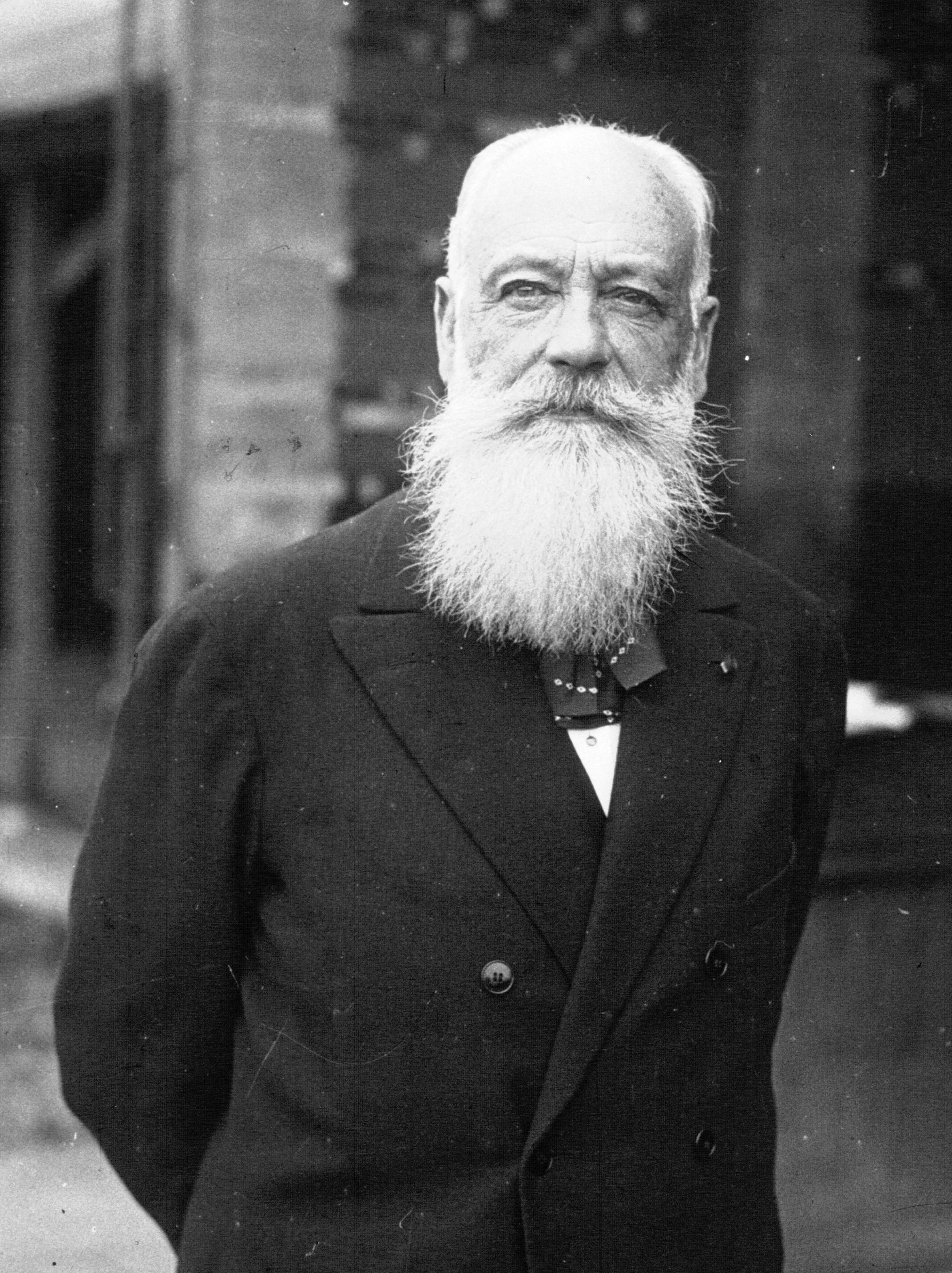
Justinien Bretonneau-Clary (1860-1933) en 1928

## Arbre généalogique descendant

### Origines
- Le premier membre de la famille connu est Antoine Clary, marié en 1657 avec Marguerite Canolle, dont il eut :
  - Jacques Clary, marié, le 24 novembre 1690 en la paroisse Saint-Marcel (Marseille), avec Catherine, fille d'Angelin Barosse, dont :
    - Joseph Clary (22 mai 1693 - 29 août 1748), marié, le 27 février 1724, avec Françoise-Agnès Amaurric (1705-1776), dont :
      - François Clary (1725-1794), négociant marseillais, marié avec[2] :
(1°) Gabrielle Fléchon (1732-1758), dont postérité ;
(2°) (le 26 juin 1759 à Saint-Ferréol, Marseille), Françoise Rose Somis (1737-1815), dont postérité :
        - Branche issue de Gabrielle Fléchon.
        - Branche issue de Françoise Rose Somis.

### Branche issue de Gabrielle Fléchon
- De son premier mariage, le 13 avril 1751 à Notre-Dame-des-Accoules (Marseille), avec Gabrielle Fléchon (1732 - 3 mai 1758), fille de François Joseph Fléchon et Marie Guieu, François Clary eut :
  - François-Joseph (31 janvier 1752 - 4 janvier 1753) ;
  - Marie-Jeanne (24 avril 1754 - mai 1815), mariée avec :
(1°) (3 octobre 1775) avec Louis Honoré Lejeans (1734-1794), négociant à Marseille, député aux États généraux de 1789, sans postérité ;
(2°) Emmanuel Mathieu Pézenas, baron de Pluvinal (1754-1841), baron de l'Empire (1813), député de Vaucluse (1815), sans postérité ;
  - Marie Thérèse Catherine (2 septembre 1755 - 1er novembre 1818), mariée le 9 octobre 1781 avec Lazare Lejeans (1738-1803), frère cadet de Louis Honoré (1734-1794), négociant à Marseille, membre du Sénat conservateur, dont :
    - Postérité ;

  - Étienne François (8 août 1757 - 25 mars 1823), député des Bouches-du-Rhône, marié le 3 octobre 1785 à Saint-Loup (Marseille) avec Marcelle Guey († 19 septembre 1804), fille de Joseph Guey, échevin de Marseille, dont :
    - François Joseph Marie Marius (Marseille, 3 octobre 1786 - Paris, 27 janvier 1841), comte Clary (10 juillet 1829), maréchal de camp de cavalerie ;
    - Joseph Marie Bienvenu (8 février 1788 - Madrid, 8 août 1811), élève à l'école spéciale militaire de Fontainebleau, colonel des fusiliers de la Garde du roi d'Espagne, Joseph Bonaparte, mort d'une chute de cheval[3], « jeune officier d’une grande espérance, [...] et dont la perte a été vivement sentie[4] » ;
    - Casimir Hippolyte Marie Alcibiade (10 novembre 1790 - mort jeune) ;
    - Marie Adèle Marseille Marcelle (1792 - Dammartin-en-Goële, 23 avril 1866) mariée en 1811 avec Jean-Henri, comte Tascher de La Pagerie (1785-1816), dont postérité ;
    - Fortuné (20 septembre 1793 - 31 mai 1829) ;
    - Louise (Marseille, 5 janvier 1796 - Paris, 8 janvier 1875), mariée le 8 septembre 1821 avec Louis-François, baron Lejeune (1775-1848), d'où :
      - Les barons Lejeune ;

    - Joachim Charles Napoléon (Paris, 1er février 1802 - Paris, 20 septembre 1856), capitaine de cavalerie, sénateur du Second Empire, conseiller général de Seine-et-Marne, marié le 29 octobre 1833 avec sa cousine Baptistine Julie († 27 mai 1840), fille de Henri Joseph Gabriel Blait de Villeneufve (1er mars 1748 - 1815), administrateur général des postes et relais de France et Honorine Clary (1769-1843), dont :
      - Marie Victorine (Paris, 30 septembre 1834 - Hyères, 13 février 1860), mariée le 29 octobre 1857 avec Alexandre Léopold Berthier (1826-1891), 2e vicomte Berthier (1849), saint-cyrien (1846-1848 : promotion d'Italie), général de brigade, officier de la Légion d'honneur (8 décembre 1870)[5], chevalier de l'ordre de l'Épée de Suède (12 octobre 1862), chambellan de l'empereur Napoléon III, sans postérité ;
      - Joseph Adolphe (Paris, 25 mai 1837 - Paris, 14 septembre 1877), 2e comte Clary (27 janvier 1870, du fait de la transmission du titre de son oncle François-Joseph Clary, dit Marius, 1786-1841), sous-lieutenant au 1er régiment de chasseurs d'Afrique et depuis chef d'escadron de cavalerie, aide de camp du prince impérial puis officier d'ordonnance de Napoléon III pendant son exil en Grande-Bretagne, chevalier de la Légion d'honneur (26 août 1859)[6], marié le 10 janvier 1870 à Paris avec Angèle Louise Charlotte Marion (1844-1917), dame du palais (1866) de l’impératrice Eugénie, dont :
        - Joséphine Louise Eugénie Marie Charlotte (Boulogne-sur-Seine, 11 septembre 1872 - 1963), mariée avec Arthur Petit, baron de Beauverger (1857-1946), dont postérité ;
        - Joachim Joseph Charles Henri (Boulogne-Billancourt, 6 septembre 1875 - 18 mai 1918), 3e comte Clary.

### Branche issue de Françoise Rose Somis
- De son second mariage, le 26 juin 1759 à Saint-Ferréol (église des Augustins de Marseille), avec Françoise Rose Somis (1737-1815), fille de Joseph Ignace Somis (1686-1750), officier au régiment de Picardie puis ingénieur en chef du port de Marseille et Catherine Rose Soucheiron (1696-1776), François Clary eut :
  - Nicolas Joseph (Marseille, 26 mars 1760 - Paris, 6 juin 1823), 1er comte Clary et de l'Empire (4 juin 1815), marié à Marseille avec Malcy Anne Jeanne Rouyer (vers 1791 - Paris 29 août 1820), fille de Marie François, baron Rouyer (1765-1824), général de division, dont :
    - Joseph (1810 - Paris, 3 avril 1823) ;
    - Zénaïde Françoise Francesca née le 25 novembre 1812 à Paris III (ancien), - Château de Grosbois, 27 avril 1884), mariée le 29 juin 1831 à Paris Ier (ancien) avec Napoléon Alexandre Berthier (1810-1887), prince de Wagram, dont :
      - Postérité ;

    - François Jean (Paris, 14 août 1814 - Paris IXe (rue d'Aumale : Hôtel Clary), 16 février 1889), 2e comte Clary (1823), sénateur du Second Empire, officier de la Légion d'honneur, marié le 14 avril 1846 avec Sidonie Marguerite Noémie Sophie Talabot (1827-1915), fille de Jules François Julien Talabot (1792-1868), banquier et homme d'affaires en Afrique, dont :
      - Marie Anne Marguerite (Paris, 30 septembre 1847 - Paris, 24 mars 1931), mariée le 23 mai 1867 en la chapelle du Palais du Luxembourg (Paris VIe) avec Louis Georges Fortuné Piscatory (1836-1917), baron de Vaufreland, maître des requêtes au Conseil d'État (démissionne en 1871), chevalier de la Légion d'honneur[7], dont postérité subsistante ;
      - Jeanne (7 janvier 1853 - Thil, 1er décembre 1927), mariée le 10 mai 1878 avec Georges Florimond Martin Duffour de Raymond (1844-1912), dont postérité ;
      - Marie Marthe Eugénie Louise (Paris IIe (ancien), 25 février 1857 - Nantes, 8 octobre 1887), filleule de l'empereur Napoléon III, mariée le 18 juillet 1878 à Paris avec Léopold, comte Niel (1846-1918), général de brigade, dont :
        - Postérité ;

      - Malcy Elisabeth (Paris IXe, 11 janvier 1861 - Marcy-l'Étoile, 15 novembre 1949), mariée le 17 septembre 1885 à Savigny-le-Temple avec Ferdinand Antoine Boussin de La Croix-Laval (1858-1942), saint-cyrien (1877-1879 : promotion de Novi-Bazar), capitaine commandant au 12e cuirassiers, officier de la Légion d'honneur (1916)[8], dont postérité.

    - Justinien Nicolas (Paris, 8 juin 1816 - Saint-Cyr-sur-Loire, 4 mars 1896), 3e comte Clary (1889), lieutenant-colonel d'état-major, député de Loir-et-Cher (1852-1869), conseiller général de Saint-Aignan (Loir-et-Cher), commandeur de la Légion d'honneur (13 août 1864), marié :
(1°) (le 27 novembre 1849) avec Thérèse Léopoldine Berthier (1806-1882), fille de Victor Léopold Berthier (1770-1807), sans postérité ;
(2°) (le 29 janvier 1883 à Paris), avec Sophie Eugénie Victorine Moreau (1837-1918), dont il adopta les enfants, d'où :
      - La branche (naturelle[réf. à confirmer][2]) des Bretonneau-Clary ;

    - Nicolas (Paris, 28 août 1820 - Trouville, 5 janvier 1868), baron Clary, maire de Trouville-sur-Mer (1855-1865), qui eut de sa relation avec Victorine Louise Albrier, danseuse à l'Opéra de Paris :
      - Marie Joséphine Albrier-Clary (Paris, 1er février 1840 - Paris, 9 janvier 1877), mariée le 5 septembre 1868 avec Jean-Antoine Le Roy, baron de La Tournelle (1841-1915), sous-lieutenant aux Gardes, officier d'ordonnance du général de Montebello, dont postérité.

  - Joseph Honoré (Marseille, 11 juin 1762 - 23 juillet 1764) ;
  - Marie Anne Rose (Marseille, 25 avril 1764 - Marseille, 19 avril 1835), mariée le 31 janvier 1786 avec Antoine-Ignace Anthoine (1749-1826), maire de Marseille (1805-1813), baron de Saint-Joseph et de l'Empire, dont :
    - Postérité ;

  - Lucie Rose Marseille (née le 25 avril 1764 - Marseille, 22 mars 1784) ;
  - Justinien François (Marseille, 15 avril 1766 - Marseille, 12 novembre 1794) ;
  - Catherine Honorine (Marseille, 19 février 1769 - Florence, 18 mars 1843), mariée le 2 mai 1791 à Marseille avec Henri Joseph Gabriel Blait de Villeneufve (né le 1er mars 1748), administrateur général des postes et relais de France, dont :
    - Baptistine Julie Blait de Villeneufve († 27 mai 1840 - Paris), mariée le 29 octobre 1833 avec son cousin Napoléon Clary (1802-1856), fils d'Étienne François, dont :
      - Postérité ;

  - Marie Julie (Marseille, 26 décembre 1771 - Florence, 7 avril 1845), reine consort de Naples puis reine d'Espagne, mariée le 1er août 1794 à Cuges-les-Pins (Bouches-du-Rhône) avec Joseph Bonaparte (1768-1844), roi de Naples (1806-1808) puis roi d'Espagne (1808-1813), dont :
    - Julie Joséphine Bonaparte (mars 1796 - mars 1796) ;
    - Zénaïde Laetitia Julie Bonaparte (Paris, 8 juillet 1801 - Naples, 8 août 1854), mariée le 29 juin 1822 à Bruxelles avec Charles-Lucien Bonaparte (1803-1857), prince de Canino, dont :
      - Postérité ;

    - Charlotte-Napoléone Bonaparte (Paris, 31 octobre 1802 – Sarzana (Italie), 3 mars 1839), princesse française et altesse impériale (1804), infante d'Espagne (1808), mariée le 10 novembre 1826 à Florence avec son cousin Napoléon Louis Bonaparte (1804-1831), grand-duc de Berg, sans postérité ;

  - Basile (Marseille, 12 janvier 1774 - Marseille, 16 juin 1781) ;
  - Eugénie Bernardine Désirée (Saint-Ferréol (Marseille), 8 novembre 1777 - Stockholm (Suède), 17 décembre 1860), princesse de Pontecorvo puis reine de Suède et de Norvège, mariée, le 17 août 1798 à Sceaux, avec Jean-Baptiste Jules Bernadotte (1763-1844), maréchal d'Empire, roi de Suède et de Norvège (1818-1844) sous le nom de Charles XIV Jean, dont :
    - Oscar Ier de Suède (1799-1859), roi de Suède et de Norvège, marié le 22 mai 1823 à Munich avec Joséphine de Beauharnais, princesse de Leuchtenberg (1807-1876), d'où :
      - Les rois de Suède de la Maison Bernadotte.

### Les Bretonneau-Clary
(mai 2012).
Améliorez-le ou discutez des points à vérifier. 
Justinien Nicolas Clary épousa (mariage resté sans postérité), le 27 novembre 1849, Thérèse Léopoldine Berthier (Paris, 6 avril 1806 - Paris, 8 novembre 1882, inhumée au cimetière du Père-Lachaise, auprès des Clary), fille de Victor Léopold Berthier (1770-1807) et veuve (janvier 1849) de son oncle (!) Alexandre Joseph, vicomte Berthier (1792-1849).
Veuf à son tour (il vivait depuis quelques années séparé de sa femme qui ne souhaitait pas divorcer), le vicomte Clary se remaria, le 29 janvier 1883 à Paris, avec Sophie Eugénie Victorine (1837-1918), fille de Paul Eugène Moreau (1808-1876), drapier-hôtelier (Grand Hôtel des Sept Frères, quartier Saint-Honoré), nièce du Dr Jacques Joseph Moreau de Tours, et veuve du Dr Pierre Bretonneau (1778–1862).
- Il adopta les trois enfants survivants de sa seconde épouse dont il était très probablement le père[réf. à confirmer][2]. Les deux premiers étaient nés du vivant du Dr Bretonneau, premier mari de sa seconde femme, et portaient donc son nom. Les deux suivants, né après la mort de ce dernier, furent déclarés sous le nom de Moreau, et « de père inconnu », Justinien Clary étant à l'époque encore marié avec Thérèse Berthier, quoique séparé de fait.
  - Justinien Charles Xavier Bretonneau-Clary (1860-1933), avocat à la cour d'appel, champion de tir, président du Comité olympique français (1913-1933), marié, le 21 décembre 1885 à Paris, avec Marie Antoinette Hutteau d'Origny (née en 1864), dont :
    - Louise Marie Justinienne Nicole Bretonneau-Clary (1887-1962), mariée avec René Guyard de Chalambert, dont postérité
    - Ninette Justienne Louise Marie Bretonneau-Clary (1888-1977), mariée avec Georges de La Tour du Pin Verclause (né en 1885) ;
    - Antoinette Justinienne Louise Marie Nicole Léonie Bretonneau-Clary (1894-1934), mariée en 1913 avec Louis Aymé de La Chevrelière (1887-1929), puis, en 1923, avec Georges Scapini (1893-1976), ambassadeur, responsable du service diplomatique de Guerre ; ;

  - Nicolas Bretonneau (1861-1876), décédé trop tôt pour être adopté par le comte Clary ;
  - Jean Adolphe Xavier Moreau-Clary (6 juillet 1869-1891), cavalier, sous-maître à l'École de cavalerie de Saumur ;
  - Xavier Pierre Paul Moreau-Clary (3 juin 1872 - Cannes, 22 février 1897 de la tuberculose).

### Alliances
Les principales alliances de la famille de Clary sont : Pézenas de Pluvinal, Tascher de La Pagerie, Lejeune, Berthier, Marion, Petit de Beauverger, Rouyer, Niel, Lejeans.

## Titres
- Désirée Clary :
  - Princesse de Pontecorvo (1806-1810),
  - Princesse royale de Suède et de Norvège (1810-1818),
  - Reine de Suède et de Norvège (1818-1844),
- Julie Clary :
  - Princesse française,
  - Reine consort de Naples (1806-1818)),
  - Reine d'Espagne (1808-1813),
  - Épouse du comte de Survilliers
- François Joseph Marie Marius Clary (1786-1841), baron de l'Empire (20 juillet 1808[réf. à confirmer][10]),

### Comtes Clary
| Comtes Clary et de l'Empire 1. Joseph Nicolas Clary (1760-1823), 1er comte Clary et de l'Empire (4 juin 1815), 2. François Jean Clary (1814-1889), fils aîné du précédent, 2e comte Clary (1823), 3. Justinien Nicolas Clary (1816-1896), frère cadet du précédent, vicomte puis 3e comte Clary (1889), 4. Justinien Charles Xavier Bretonneau-Clary (1860-1933), fils adoptif/naturel du précédent, dit 4e comte Clary (1896), |  | Comtes Clary (Restauration) 1. François Joseph Marie Marius Clary (1786-1841), comte Clary (10 juillet 1829), 2. Joseph Adolphe Clary (1837-1877), neveu du précédent, 2e comte Clary (27 janvier 1870, du fait de la transmission du titre de son oncle) ; 3. Joachim Joseph Charles Henri Clary (1875-1918), fils du précédent, 3e comte Clary (1877). |

## Châteaux et hôtels
- Bastide Clary, à Marseille
- Château de Julhans, à Roquefort-la-Bédoule
- François Clary résidait au 70, rue de Rome (Marseille)
- Hôtel Clary, rue d'Aumale, Paris IXe
- Château de la Grange, à Savigny-le-Temple

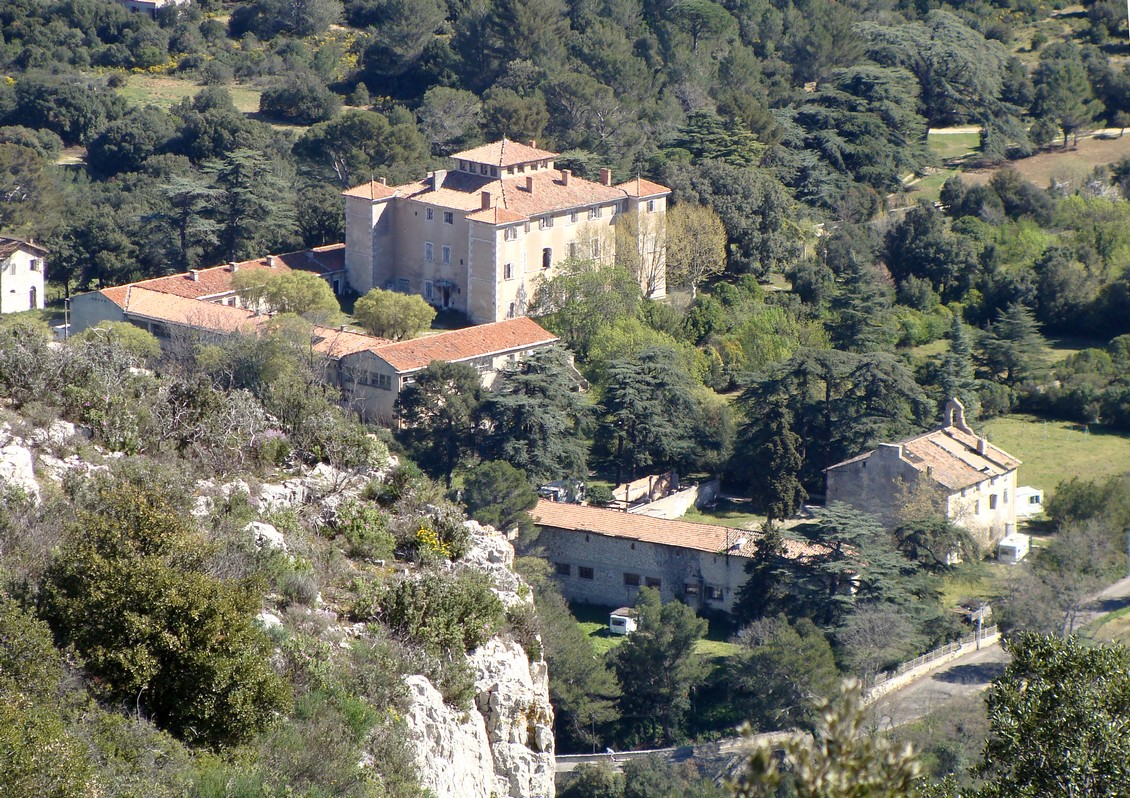
Château de Julhans
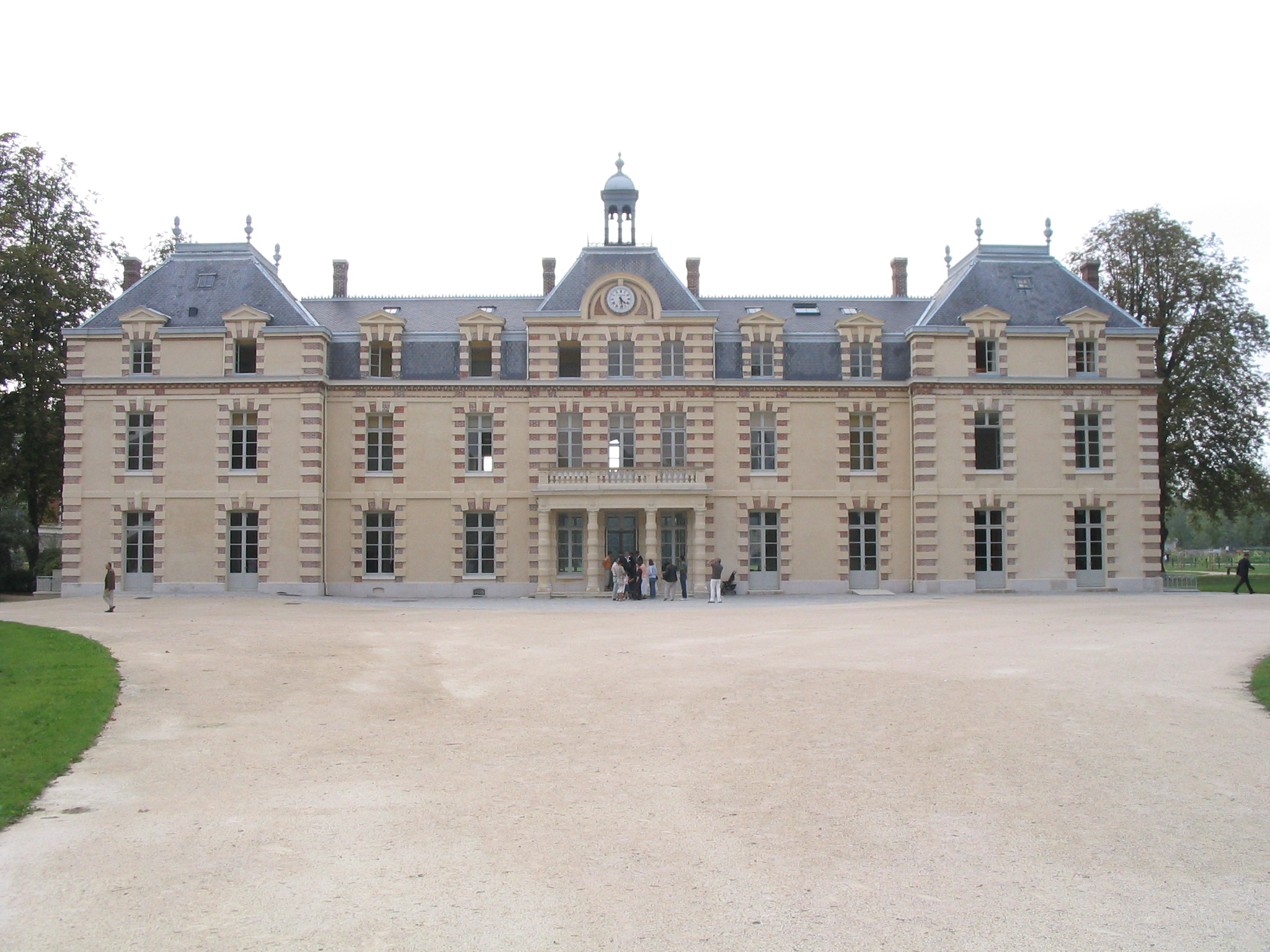
Le château de la Grange à Savigny-le-Temple

## Armoiries
| Image | Blasonnement |
| ----- | --- |
|       | Armes anciennes[réf. nécessaire] D'azur à trois épis d'or accompagnés d'un soleil d'or en chef et d'une lune d'argent en pointe. |
|       | François Joseph Marie Clary (1786-1841), créé comte par lettres patentes du 20 juillet 1829 qui portaient pour « règlement d'armoiries » D'azur, au vol d'argent, chargé d'une épée haute du même, montée d'or, et surmontée de deux étoiles aussi d'or ; au chef du même chargé de deux roses tigées et feuillées au naturel,. |
|       | Armes des Clary issus de Françoise Rose Somis[réf. nécessaire] D'or, à l'aigle de sable, au chef d'azur, ch. d'un soleil d'or. Différences entre dessin et blasonnement : le soleil est représenté non figuré. OuD'or, à une aigle au vol abaissé de sable, becquée et membrée de gueules, et un chef d'azur, chargé d'un soleil d'or que l'aigle regarde[réf. incomplète]. |
| Image | Armes de Julie Clary |
|       | Reine consort de Naples de 1806 à 1808 Accolé du Roi de Naples et de Clary :Coupé : I, parti : a, d'azur, à deux cornes d'abondance d'or passées en sautoir (Labour) ; b, d'azur, à un dauphin contourné d'argent (alias une queue de poisson couronnée) (Otrante); II, d'or, à une triquêtre issante d'une tête de Mercure de carnation (Île de Sicile) ; sur-le-tout d'azur, à l'aigle d'or, la tête contournée, au vol abaissé, empiétant un foudre du même (de Napoléon à l'aigle d'or, la tête contournée, au vol abaissé, empiétant un foudre du mêm et celui de Clary, d'or à l'aigle éployée de sable, membrée, becquée et liée de gueules, au chef d'azur chargé d'un soleil d'or.[réf. nécessaire] |
|       | Reine d'Espagne de 1808 à 1813 Deux écus accolés : parti de un et coupé de deux : en 1, de gueules au château d'or ouvert et ajouré d'azur, en 2, d'argent au lion de gueules armé, lampassé et couronné d'or, en 3 d'or à quatre pals de gueules, en 4 de gueules aux chaînes d'or posées en orle, en croix et en sautoir, chargées en cœur d'une émeraude au naturel, en 5 d'argent à une pomme grenade de gueules, tigée et feuilleté de sinople et en 6 d'azur, et de gueules aux vieux et nouveau monde d'or entre les colonnes d'Hercule d'argent ; sur le tout de d'azur, à l'aigle d'or, la tête contournée, au vol abaissé, empiétant un foudre du mêm et celui de Clary, d'or à l'aigle éployée de sable, membrée, becquée et liée de gueules, au chef d'azur chargé d'un soleil d'or.[réf. nécessaire] |
|       | Aujourd'hui |
|       | la commune française de : - Savigny-le-Temple (Seine-et-Marne) ; porte, en parti, les armes de la famille Clary : Coupé au 1) tiercé en pairle : au I d’argent à la croix pattée fichée de gueules, au II d’azur aux deux roses d’argent rangées en fasce, au III d’or aux deux roses de gueules tigées et feuillées de sinople rangées en fasce, au 2) parti : au I d’azur au croissant d’argent et au chef d’or, au II d’azur au vol d’argent et à l’épée brochante du même garnie d’or, accostée en chef de deux étoiles du même. |